# ان‌سی‌جی ۳۶۶۵
ان‌سی‌جی ۳۶۶۵ (نام علمی: NGC 3665) کهکشان عدسی است که در صورت فلکی خرس بزرگ قرار دارد. در فاصله حدود ۸۵ میلیون سال نوری از زمین واقع شده‌است، که با توجه به ابعاد ظاهری آن، به معنای آن است که NGC 3665 حدود ۸۵٬۰۰۰ سال نوری از عرض دارد. توسط ویلیام هرشل در ۲۳ مارس ۱۷۸۹ کشف شد.